# Eomanis waldi
Eomanis waldi (лат.) — вид вымерших млекопитающих из отряда панголинов, живших во времена среднего эоцена. Единственный вид в роде Eomanis и семействе Eomanidae. Родовое название Eomanis буквально означает «призрак рассвета».

## Описание

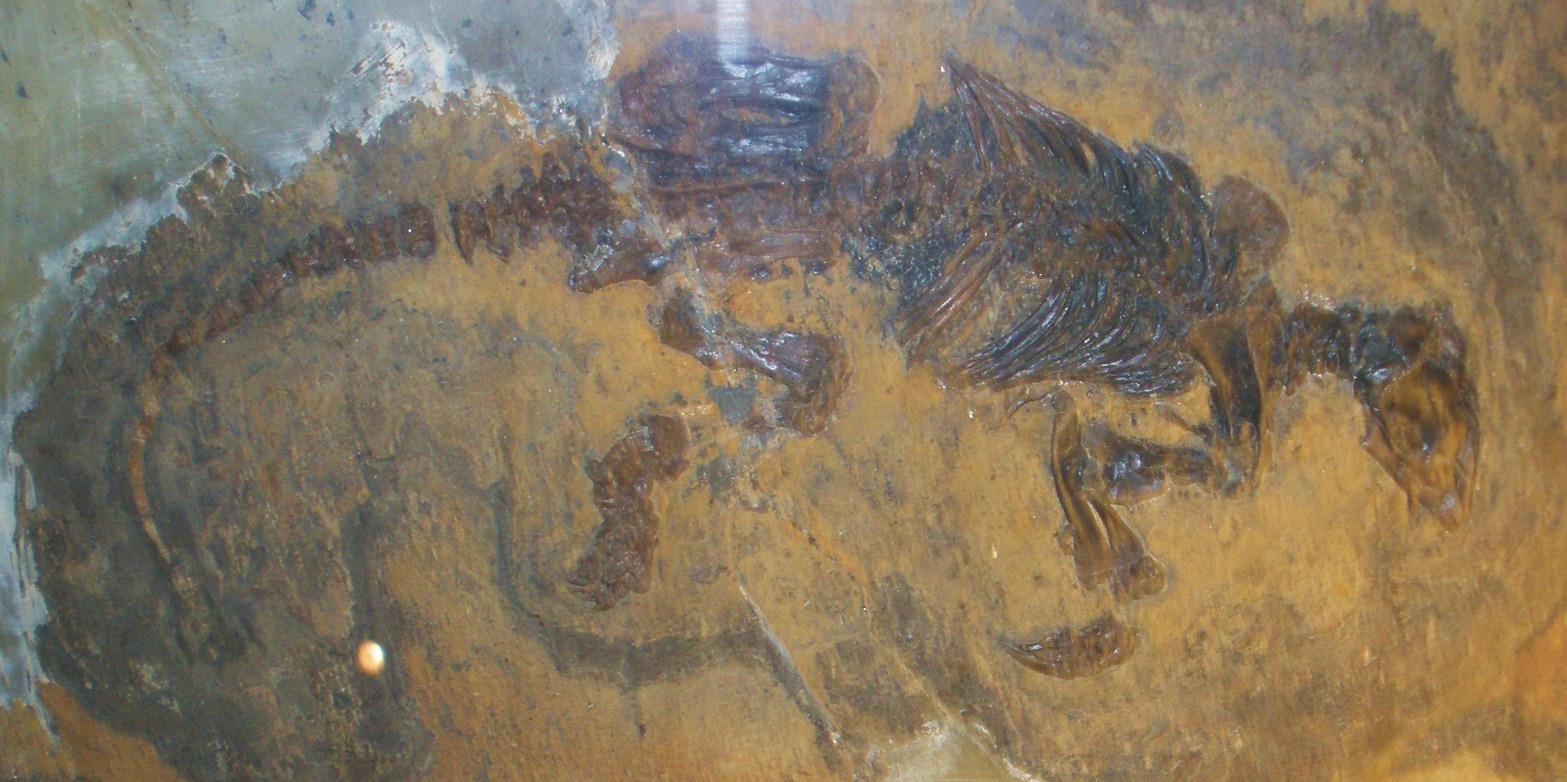
Ископаемые остатки

Судя по окаменелостям, Eomanis waldi достигал в длину 50 см. Однако, в отличие от современных ящеров, хвост и ноги не покрыты чешуёй. Его ископаемые остатки похожи на остатки Eurotamandua, но Eomanis waldi имел чешуйки.
В рацион Eomanis waldi входили растения и насекомые.